# Abraham I.
Abraham (armenisch Աբրահամ Ա.) war von 638 bis 669 der erste armenische Patriarch von Jerusalem. Seine Lebensdaten sind historisch unsicher.

## Leben
Zur Zeit der Eroberung Jerusalems durch Araber (638) soll es ihm gelungen sein, den in Jerusalem ansässigen Armeniern ihre Recht und Privilegien sowie ihren Besitz zu wahren. Jedoch wurden diesbezügliche Dokumente (etwa eine Urkunde des Kalifen ʿUmar ibn al-Chattāb) Ende der 1960er Jahre als Fälschungen erkannt. Es ist allerdings unstrittig, dass Armenier seit dem 7. Jahrhundert eine bedeutende Rolle in Jerusalem und am Hofe der Kalifen spielten.

## Leistungen
Nach armenischen Quellen soll er zur Zeit der Eroberung Jerusalems durch die Araber die Rechte und Besitztümer der Armenier im Heiligen Land verteidigt und bewahrt haben.